# زلیونی لوگ
زلیونی لوگ (به لاتین: Zelyony Lug) یک منطقهٔ مسکونی در روسیه است که در سرزمین آلتای واقع شده‌است.